# Erika Linder
Erika Anette Linder Jervemyr (Sundbyberg, 11 maggio 1990) è una modella e attrice svedese.

## Filmografia
Cinema
- Below Her Mouth, regia di April Mullen (2016)

Televisione
- Lisboa Azul - miniserie TV, 8 episodi (2019)